# Qarnayn Airport
Qarnayn Airport är en flygplats i Förenade Arabemiraten. Den ligger i den nordvästra delen av landet, 160 kilometer väster om huvudstaden Abu Dhabi. Qarnayn Airport ligger 5 meter över havet.
Terrängen runt Qarnayn Airport är mycket platt.  . Det finns inga samhällen i närheten.